# Les Valls (Vilanova de Sau)
Les Valls és una masia de Vilanova de Sau (Osona) inclosa a l'Inventari del Patrimoni Arquitectònic de Catalunya.

## Descripció
Masia assentada sobre el desnivell del terreny. És de planta rectangular coberta a dues vessants, la dreta més prolongada, i amb el carener perpendicular a la façana, situada a migdia. A la part esquerra de la façana, sota el carener, s'obre una arcada amb una barana de fusta a nivell del primer pis. Al sector dret, també a migdia, hi ha un portal rectangular i una finestra. A ponent hi trobem l'accés principal de la casa amb un portal d'arc de mig punt i una finestreta.
És una construcció de petites dimensions i voltada de bardisses.
Està construïda amb granit vermell unit amb morter de calç.

## Història
Masia situada dins el terme de l'antiga parròquia de Sant Pere de Castanyadell i dins el terme civil de Sau.
El mas de Valls no es troba registrat als fogatges del segle xvi, però sí que consta al nomenclàtor de la província de Barcelona de l'any 1892, el que fa pensar que fou construït durant els segles de redreçament demogràfic (segles XVII, xviii i xix).